# Шаховской, Тимофей Иванович
Князь Тимофей Иванович Шаховской — стольник, завоеводчик и воевода во времена правления Алексея Михайловича, Фёдора Алексеевича, правительницы Софьи Алексеевны, Ивана V и Петра I Алексеевичей.
Из княжеского рода Шаховские. Третий сын князя Ивана Леонтьевича Шаховского Меньшого. Имел братьев, князей: московского дворянина, Захария Ивановича, воеводу Василия Ивановича и окольничего Перфилия Ивановича.

## Биография
Показан в жильцах. В апреле 1658 года пожалован в стряпчие. В 1668-1669 годах на службе в Севске, за что пожалован придачей к поместному окладу 385 четвертей земли и 35 рублей. В 1671 году участвовал в Низовом походе.  В 1672-1676 годах воевода во Владимире на Клязьме. В августе 1676 года пожалован в стольники. В 1677 году за службы пожалован придачей к окладу в 20 четвертей земли и 27 рублей. В этом же году упомянут на службе в Путивле. В 1681 году воевода в Рже-Владимирове. В 1683 году ездил за Государями в Троице-Сергиев монастырь. В 1684-1687 годах воевода во Владимире, откуда по царскому указу высылал стольников, стряпчих, дворян и жильцов для встречи польских послов. В апреле 1687 года завоеводчик в Крымском походе, за который пожалован золотым. В 1689-1691 годах воевода в Туле. В 1692 году вновь пожалован придачей к окладу в 70 рублей. В 1696-1697 годах воевода в Торжке. В 1703 году сто шестьдесят седьмой отставной стольник.
По родословной росписи показан бездетным.